# La Mailleraye-sur-Seine
La Mailleraye-sur-Seine – miejscowość i dawna gmina we Francji, w regionie Normandia, w departamencie Sekwana Nadmorska. W 2013 roku jej populacja wynosiła 2030 mieszkańców. Przez miejscowość przepływa Sekwana. 
W dniu 1 stycznia 2016 roku z połączenia dwóch ówczesnych gmin – La Mailleraye-sur-Seine oraz Saint-Nicolas-de-Bliquetuit – utworzono nową gminę Arelaune-en-Seine. Siedzibą gminy została miejscowość La Mailleraye-sur-Seine. 